# 池上本門寺
池上本門寺（いけがみほんもんじ）は、東京都大田区池上にある日蓮宗の大本山。
寺格は大本山、山号を長栄山、院号を大国院、寺号を本門寺とし、古くより池上本門寺と呼ばれてきた。また日蓮入滅の霊場として日蓮宗の十四霊蹟寺院のひとつとされ、七大本山のひとつにも挙げられている。

## 歴史
弘安5年（1282年）9月8日、病身の日蓮は身延山を出て、湯治のために常陸（茨城県）へ向かう。9月18日に武蔵国池上郷（東京都大田区池上）の池上宗仲の館に到着。生涯最後の20数日間を過ごすこととなる。同年同月に、池上氏館の背後の山上に建立された一宇を日蓮が開堂供養し、長栄山本門寺と命名したのが池上本門寺の起源という。
同年10月13日に日蓮が没すると、池上宗仲は法華経の総字数（69,384字）に合わせて六万九千三八四坪を寺領として寄進し寺院の基礎が築かれ、以来「池上本門寺」と呼びならわされている。その後は日蓮の弟子・日朗が本門寺を継承した。
池上氏館の居館部分は本門寺西側の谷の一帯にあったと考えられており、現在は、1276年（建治2年）建立された池上氏館内の持仏堂（法華堂）を起源とする本門寺の子院・大坊本行寺の境内となっている。本門寺は、鎌倉・室町時代を通じて関東武士の庇護を受け、近世に入ってからも加藤清正や紀伊徳川家等諸侯の祈願寺となり栄えた。
江戸時代、不受不施派を奉ずる本門寺は、身池対論を経て久遠寺の傘下に収まった。第二次世界大戦の空襲によって五重塔、総門、経蔵、宝塔を除く堂宇を焼失したが、戦後順次復興した。

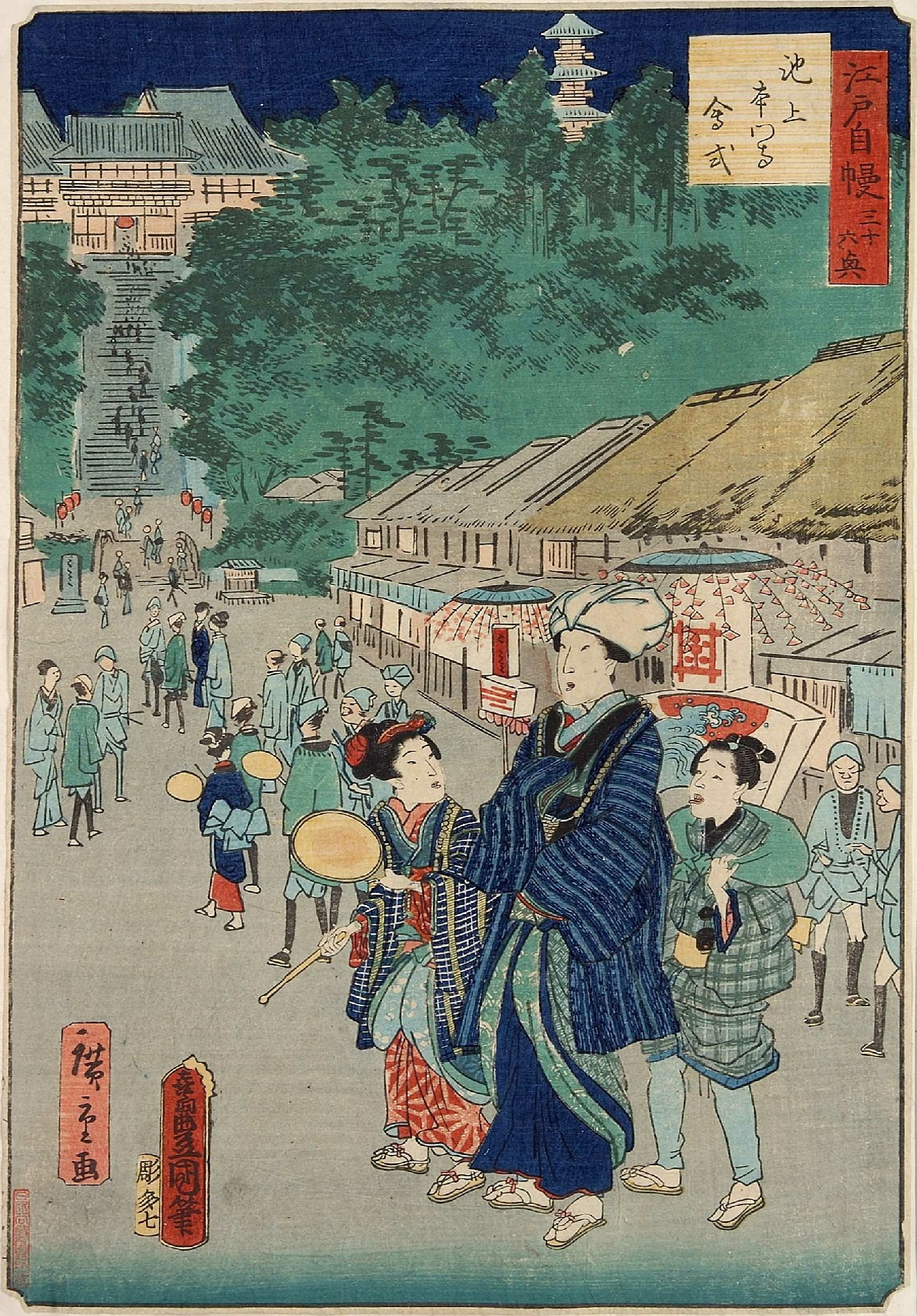
江戸自慢三十六興・池上本門寺会式 三代歌川豊国・二代歌川広重筆
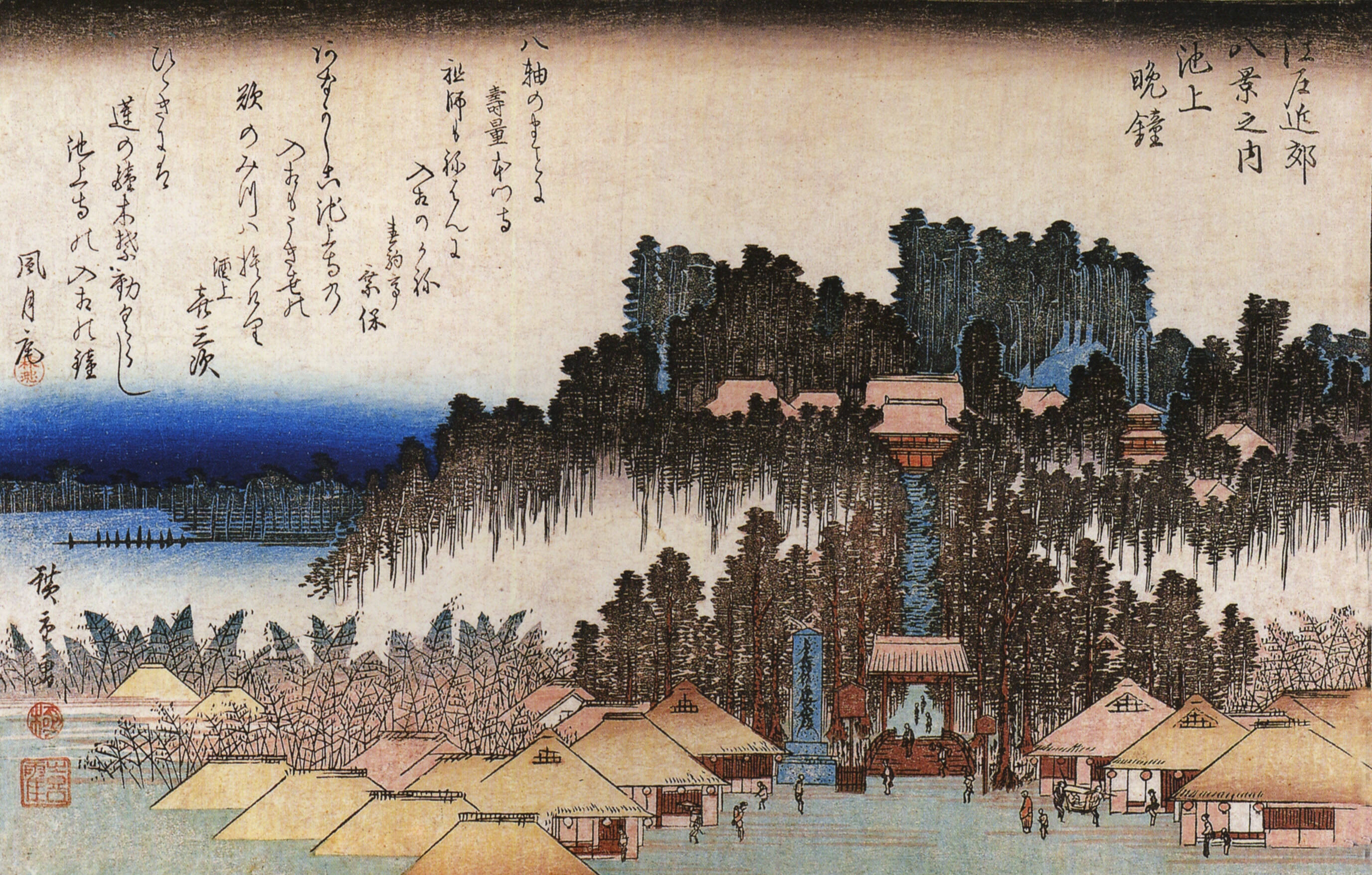
江戸近郊八景・池上晩鐘 歌川広重筆
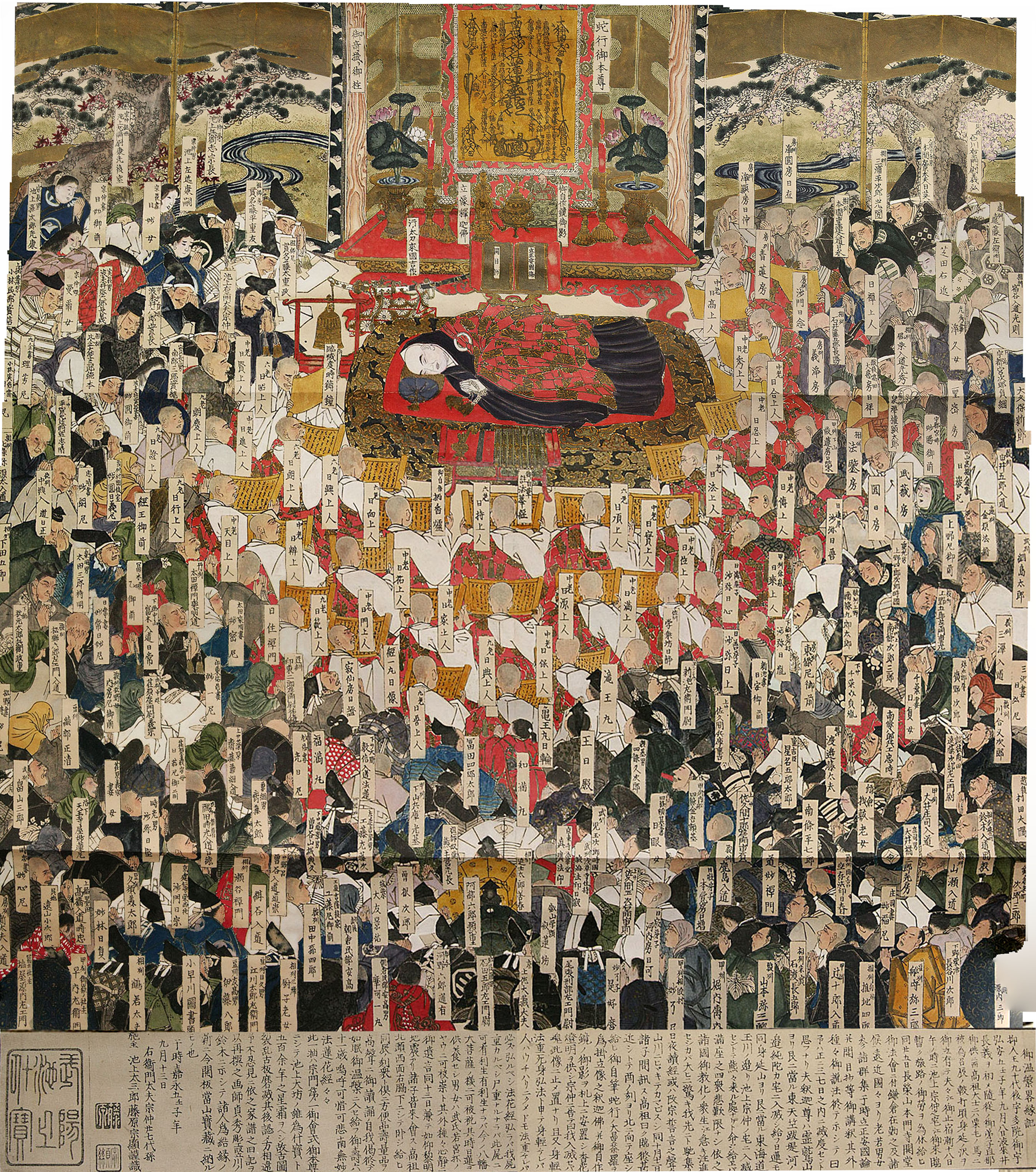
池上での入滅図

## 伽藍・境内
総門
元禄年間（17世紀末〜18世紀初め）の建立と伝える。「本門寺」と刻された扁額は本阿弥光悦の筆によるもので、現在掲げられている額は複製。オリジナルは霊宝殿に収蔵され常設展示されている。
此経難持坂
池上本門寺の表参道96段の石段坂。石段は、慶長年間に加藤清正が寄進したものと伝えられている。妙法蓮華経（法華経）宝塔品の偈文の96文字にちなんで石段を96段とし、偈文の文頭の文字をとって坂名としている。
仁王門
大堂正面に建つ二重門。旧国宝の山門は、1945年（昭和20年）空襲で焼失。仁王門として1977年（昭和52年）に再建された。門内には彫刻家圓鍔勝三が、アントニオ猪木をモデルに制作した仁王像が安置されたが、近年修理を機に本殿内に移設。新たに仏師原田佳美作の仁王像が2001年（平成13年）10月に開眼供養が行われ奉られている。
日蓮像
仁王門手前の石段の脇に立つ。1983年（昭和58年）日蓮の700回忌に建立されたアルミニウム製の像である。彫刻家の北村西望の作。ここにはもと明治時代の政治家の星亨の銅像があったが、戦時中の金属供出により撤去された。戦後になり星の遺族らが台座を寄付して日蓮像が建立された。
日朝堂
ここに祀られる日朝は身延山11世で、61歳の時に失明したが後に視力を回復したことから、眼病平癒、学業成就の利益があるとされている。以前はここで境内に居る鳩の餌を販売していたが、現在は東京都の指導により販売中止している。
鐘楼
現在の鐘楼は、1958年（昭和33年）の再建。旧梵鐘は、1647年（正保4年）加藤清正の娘で、徳川頼宣の室となった瑤林院が寄進したもので、旧鐘楼が空襲で焼失した際破損したため、現在は再建された鐘楼の脇に保存されている。
大堂
「祖師」すなわち日蓮を祀ることから「祖師堂」ともいう。旧大堂は、本門寺14世日詔の時代の1606年（慶長11年）加藤清正が母の七回忌追善供養のため建立したが、1619年（元和5年）に焼失。1628年（寛永6年）本門寺復歴16世日樹の代に金1万両を用いてほぼ旧規模に再建された。1710年（宝永7年）再び焼失。本門寺24世日等時代の1723年（享保8年）8代将軍徳川吉宗の用材寄進により、規模を縮小の上再建された。この3代目の大堂は、1945年（昭和20年）4月の空襲により焼失。1948年（昭和23年）仮祖師堂と宗祖奉安塔を建設。その後、本門寺79世伊藤日定が中心となり全国檀信徒の寄進を受け、1964年（昭和39年）現在の大堂を再建した。この際仮祖師堂は取り壊され、宗祖奉安塔は経蔵を北側へ移動させた上でその南側隣に移築された（現在の霊宝殿の位置）。現在の大堂は、根崎建築設計事務所の設計による鉄筋コンクリート造で屋根は入母屋造。高さ27メートルの大建築である。第二次大戦の空襲で焼失した旧堂には本阿弥光悦の筆になる「祖師堂」の扁額が掲げられていた（戦災で焼失）。再建後は本門寺80世金子日威が揮毫した「大堂」の扁額がかかる。堂内中央の厨子には、日蓮聖人坐像、右には日輪聖人坐像、左には日朗聖人坐像を安置する。1966年（昭和41年）川端龍子による天井画「未完の龍」が描かれている。2005年（平成17年）4月から屋根瓦修復及び雨水漏水対策、耐震補強・火事対策等の工事が行なわれ、建物全体が足場で覆われていたが2006年（平成18年）4月に工事が完了した。
経蔵
空襲による焼失をまぬがれた建物の1つ。輪蔵形式の内部には回転する八角形の書架があり、天海版一切経が収められていた。現在は別途保管。1784年（天明4年）に建立。第二次大戦後、大堂再建に伴う旧宗祖奉安殿移設により、元の場所よりやや北側の現在地に移された。
五重塔
高さ31.8メートル。空襲による焼失をまぬがれた貴重な古建築の1つで、江戸幕府2代将軍徳川秀忠の乳母である岡部局（大姥局）（正心院日幸尼）の発願により、1608年（慶長13年）に建立され、後に現在の位置へ移築された。全面ベンガラ（赤色塗料）塗り、屋根は初層と二重は本瓦葺き、三重以上は銅板葺きとする（当初はすべて本瓦葺き）。建築様式は初層は和様、二重から上は禅宗様になる。初層の各面は中央を桟唐戸、両脇間には格狭間（ごうざま）形の装飾を入れ、蟇股（かえるまた）には十二支の彫刻を入れる。1997年（平成9年）10月から2002年（平成14年）3月にかけて国庫補助事業として解体修理が行われた。基礎部分の石段からはホンモンジゴケというコケの一種が見つかっている。五重塔下付近、東京国立博物館蔵・池上本門寺経筒（藤原守道作）が出土している。
宝塔
境内西方、日蓮の荼毘所と伝えられる場所に建つ。新編武蔵風土記によると、この地にはかつては2間に3間の灰堂があり、当初、本門寺の開基檀越である池上宗仲が宝塔を作って、日蓮の遺灰を中に盛って奉安したと伝えられている。現存の宝塔は棟札（所在不明）抄により、1828年（文政11年）日蓮の550遠忌を記念し、犬山城主・成瀬氏らを本願主として再建された。作者は、小木新七その他。その後、1851年（嘉永4年）に修理されている。円筒形の塔身に宝形屋根を載せた宝塔形式の塔である。富山本法寺蔵・重要文化財の絹本着色法華曼荼羅図に見える多宝仏塔に類似しており、建立時代は新しいが、宝塔形式の木造塔で内部空間を有するものは他にほとんど類例がない。石造方形基壇および石造蓮台形台座の上に木造塔身が建つ。木造塔身の軸部は平面円形でやや伏鉢状をなし、側柱8本を円形に配し、内部には四天柱を立てている。伏鉢部の上に12本の側柱および四天柱を配して上層をなしている。塔身は赤漆塗りとし、宝形屋根は瓦棒銅板葺きとする。附（つけたり）指定の宝塔は初層四天柱の内に安置され、意匠は本塔に類似している。
本殿
本殿とは、「本師（釈尊）のおわします殿堂」との意味。戦災で焼失した釈迦堂を1969年（昭和44年）に再建したもの。戦後に建てられた近代仏堂建築として評価が高い。旧釈迦堂は旧大堂（祖師堂）に隣接して建っていたが、再建にあたっては公道を隔てた大堂後方の北側へ移された。本尊の釈迦如来像の胎内には、インドのネルー首相が寄贈した釈迦の舎利骨が納められている。他に、四菩薩立像（上行菩薩・無辺行菩薩・浄行菩薩・安立行菩薩）を安置する。釈迦如来像の後方に位牌堂が併設されており、永代供養の位牌が安置されている。施工は佐伯建設。
仁王像
本殿正面を入ると左右に祀られている。彫刻家の圓鍔勝三の作になる。モデルはアントニオ猪木（当時20歳代）とのこと。元は仁王門に祀られていたが、近年修理のため撤去され、修理後は本殿に場所を移した。
松涛園
本殿裏、朗峰会館北側に位置する。小堀遠州の作庭。1868年（慶応4年）4月、西郷隆盛と勝海舟が江戸城明け渡しの会見をした場所。隆盛の弟西郷従道が揮毫した西郷・勝両雄会見碑が園内に残る。1991年（平成3年）に園内の改修が行われた。園内には「根庵」「鈍庵」「松月亭」「浄庵」の茶室がある。「根庵」は三井の祖、益田鈍翁（考）庇護厚かった陶芸家大野鈍阿の住まいであった。この建物と「鈍庵」の二棟を裏千家より寄贈され移築したものである。「鈍庵」に対して根庵と名付けられ、八畳間の茶室二間、一回の最大収容人数は五十名である。「鈍庵」は四畳中板の茶室で栗材を使った建物である。「鈍庵」の名は、大野鈍阿が自らの名にちなんで付けたものである。「松月亭」は庭の西の小高い見晴らしの良い場所に建てられた四阿で、茶会では立礼席として使用され、床机等を配し六十名の席を作ることができる。「浄庵」は平成四年に完成した茶室で庭園の一番高いところにあり、国賓などを接遇できる茶室は、法華思想である「水」にちなみ「浄庵」と命名されている。
清正公堂
1824年（文政4年）建立。空襲で焼失したが、加藤清正生誕460年を記念し三重塔形式で再建中である。

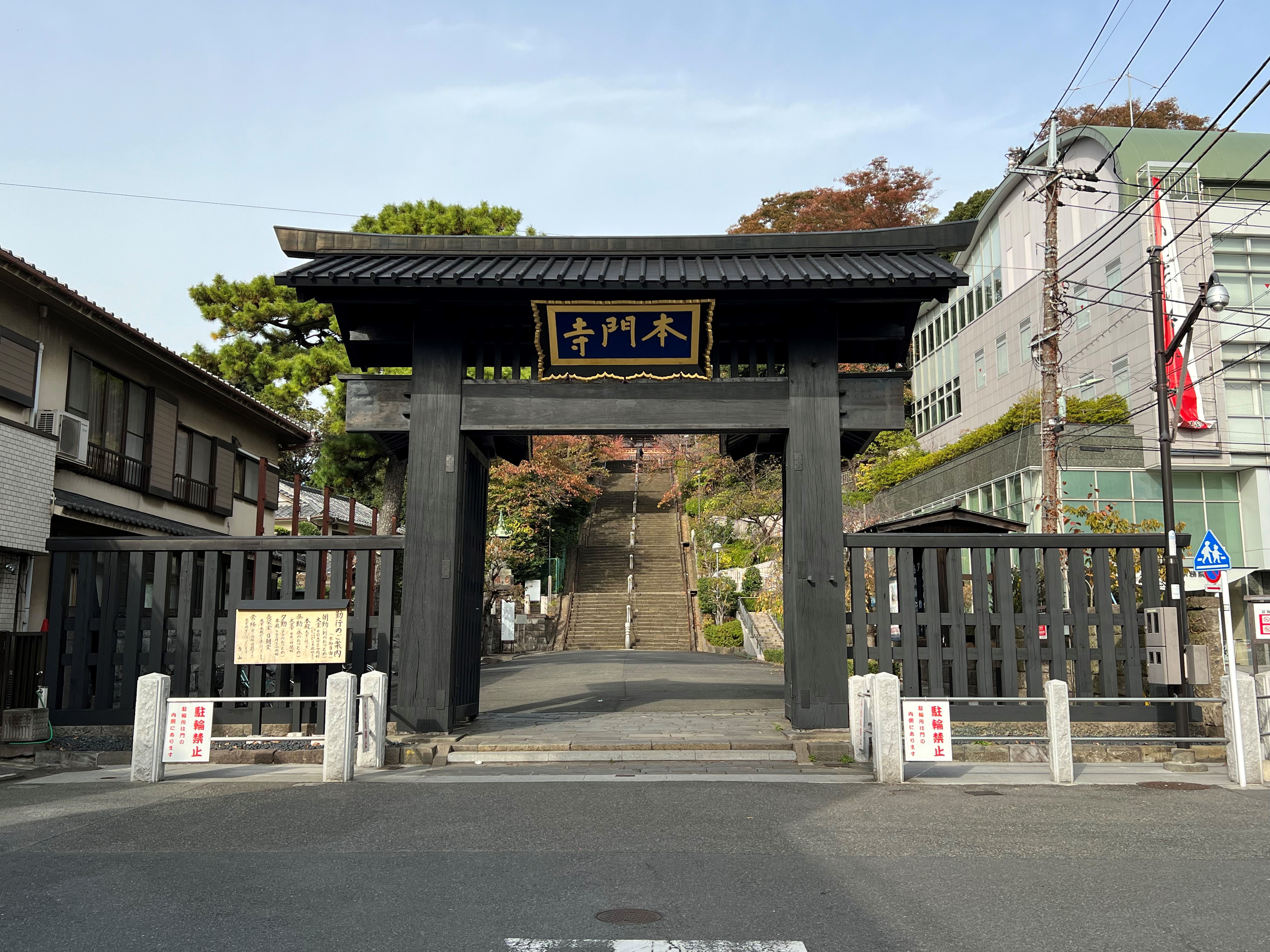
総門
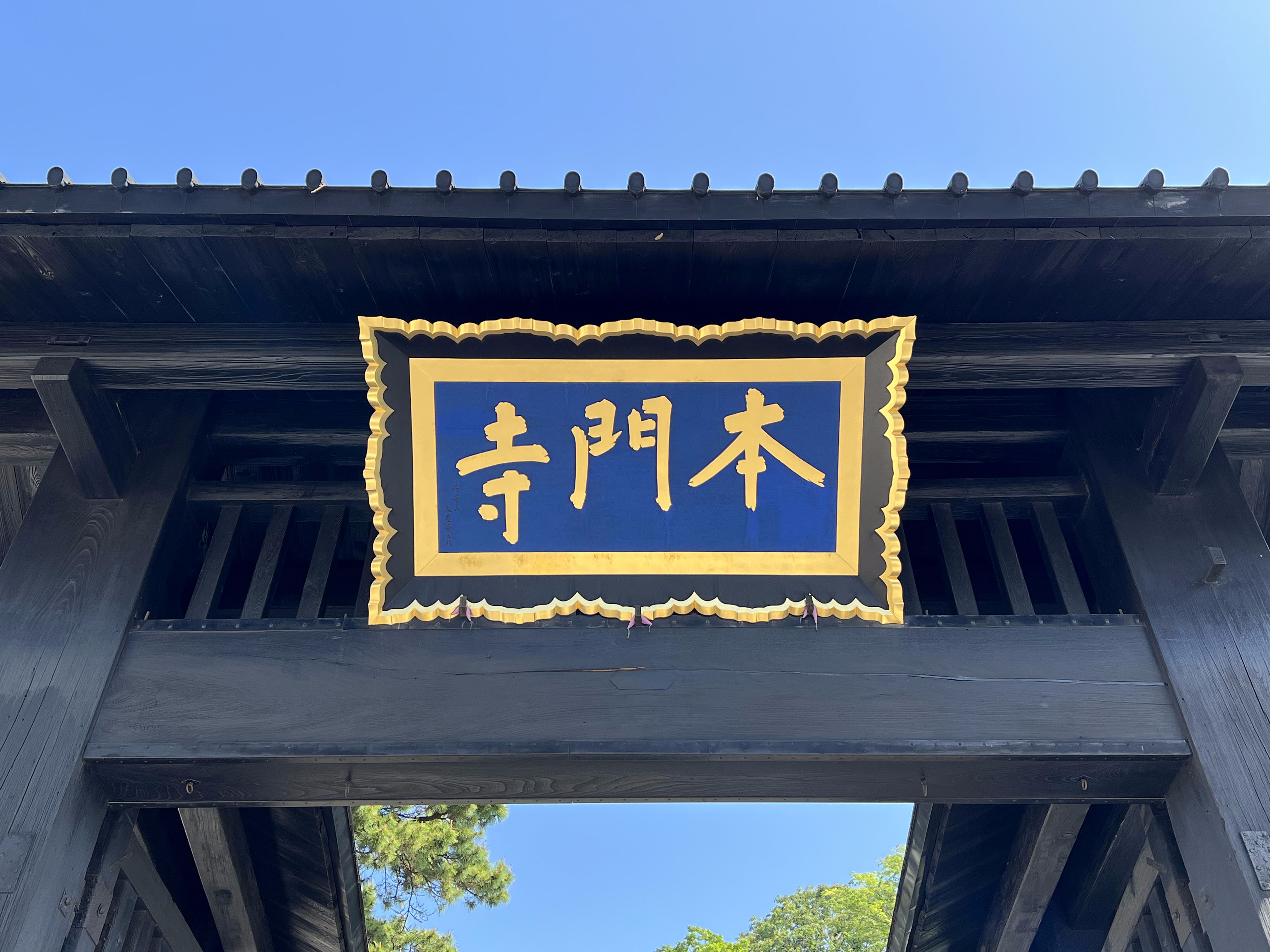
総門の扁額
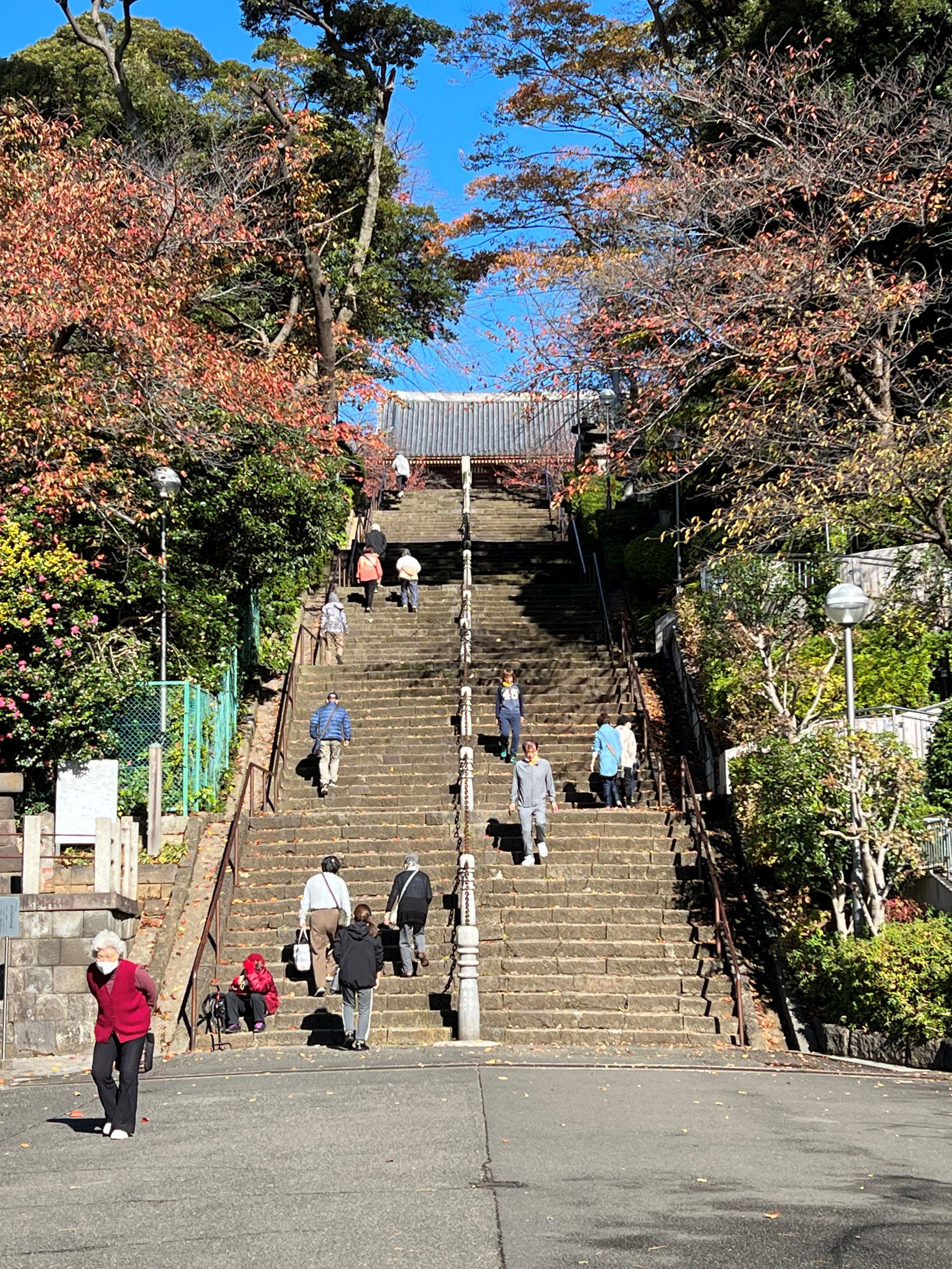
此経難持坂
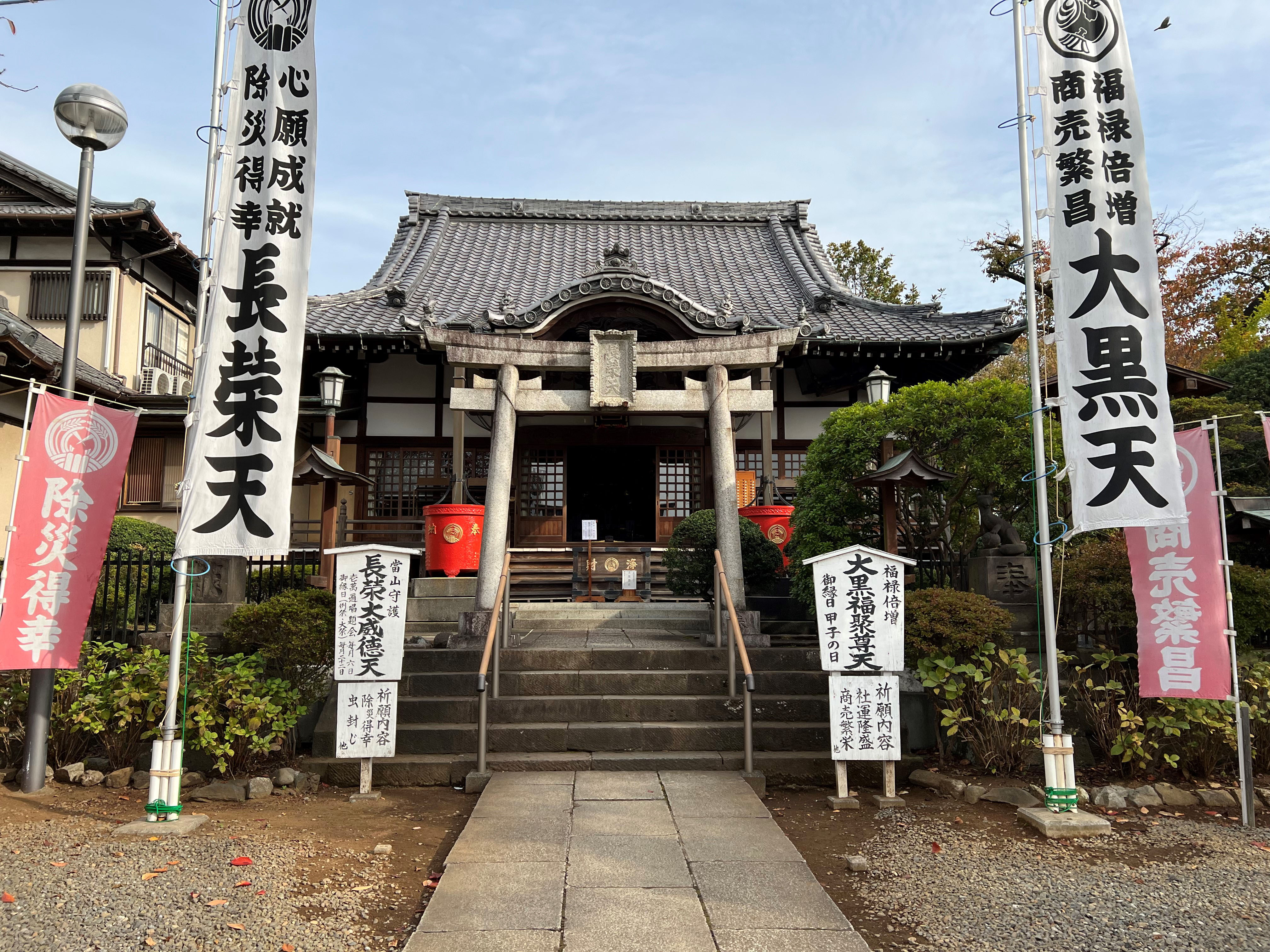
長栄堂
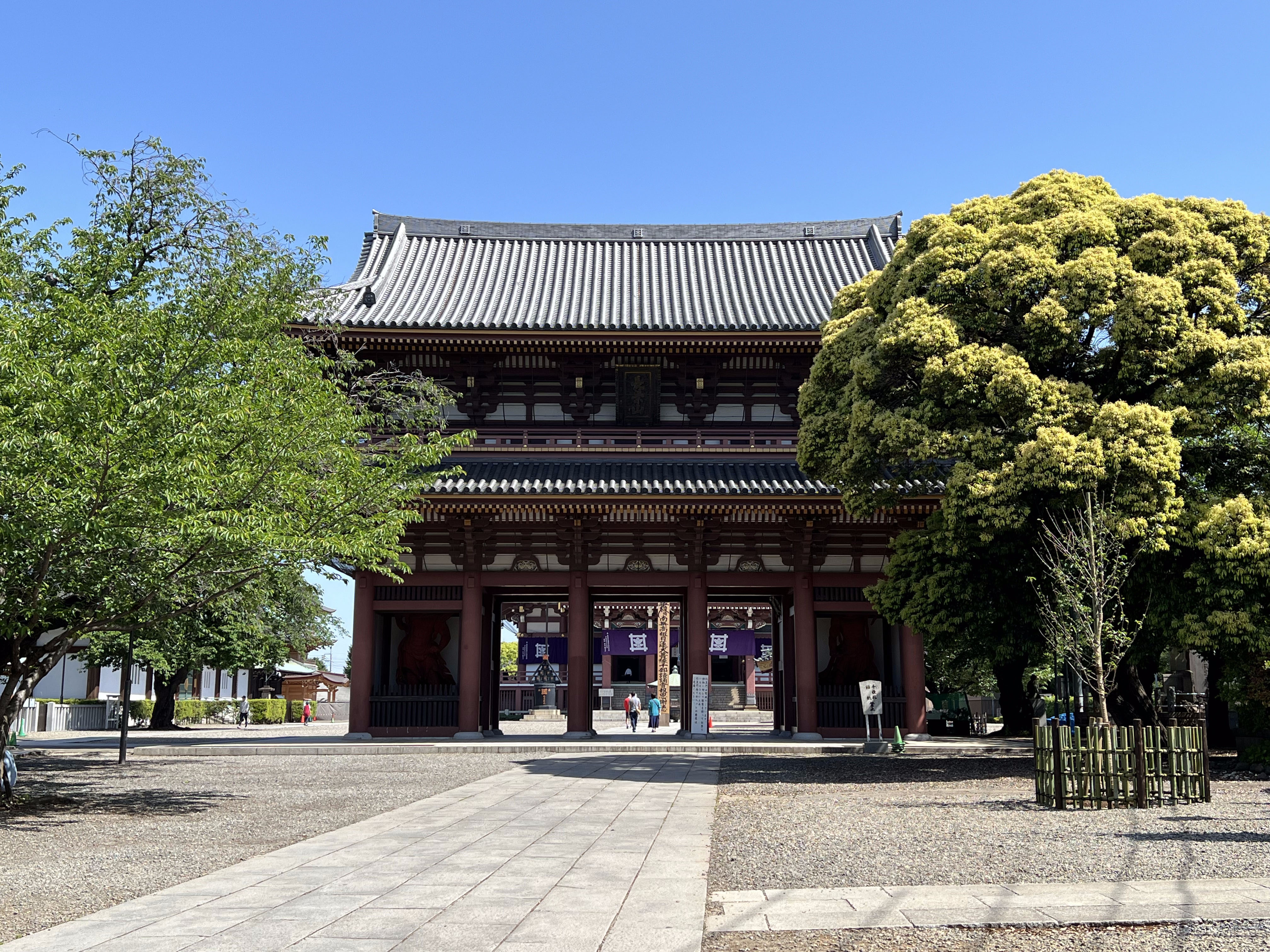
仁王門
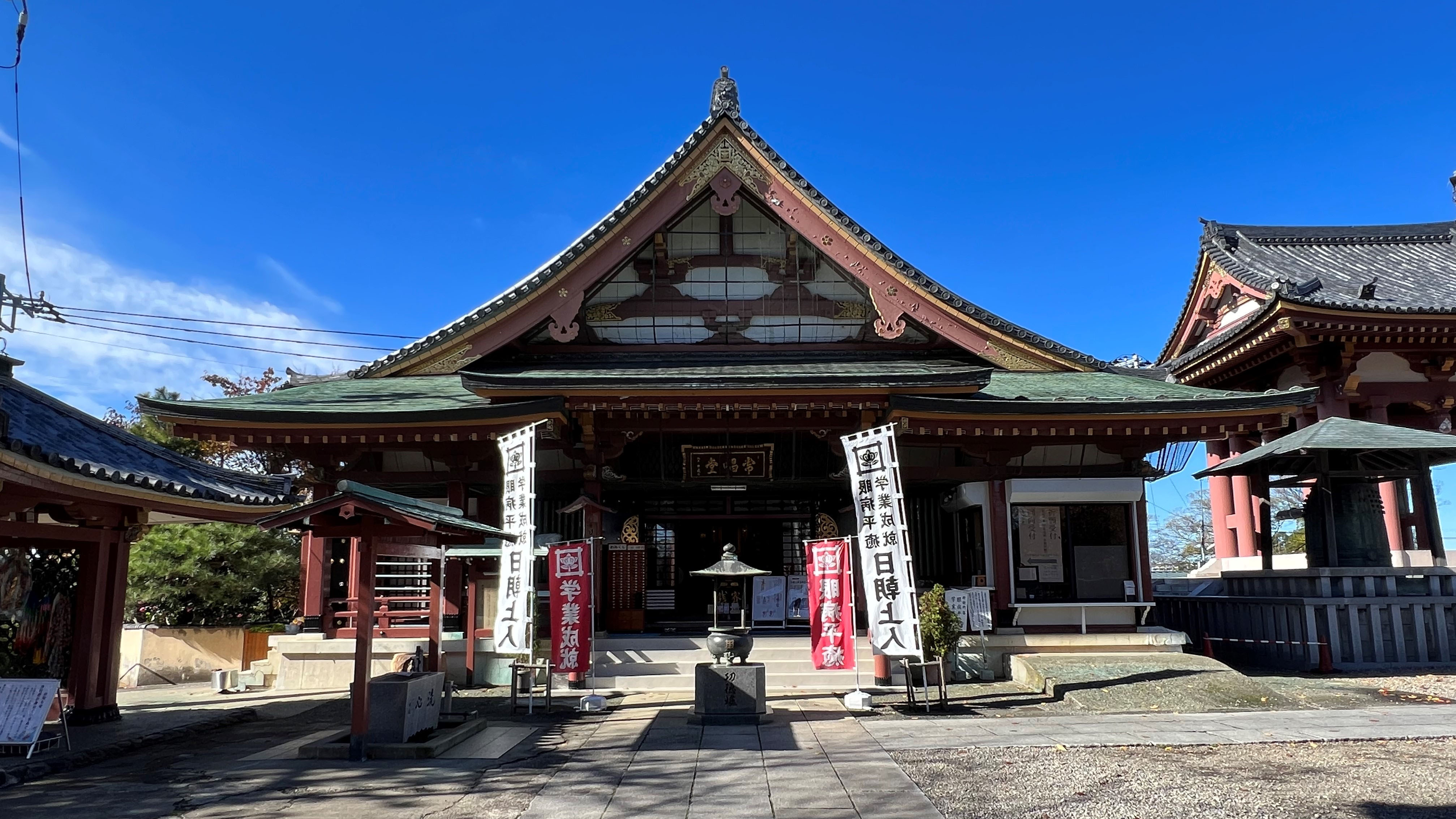
日朝堂
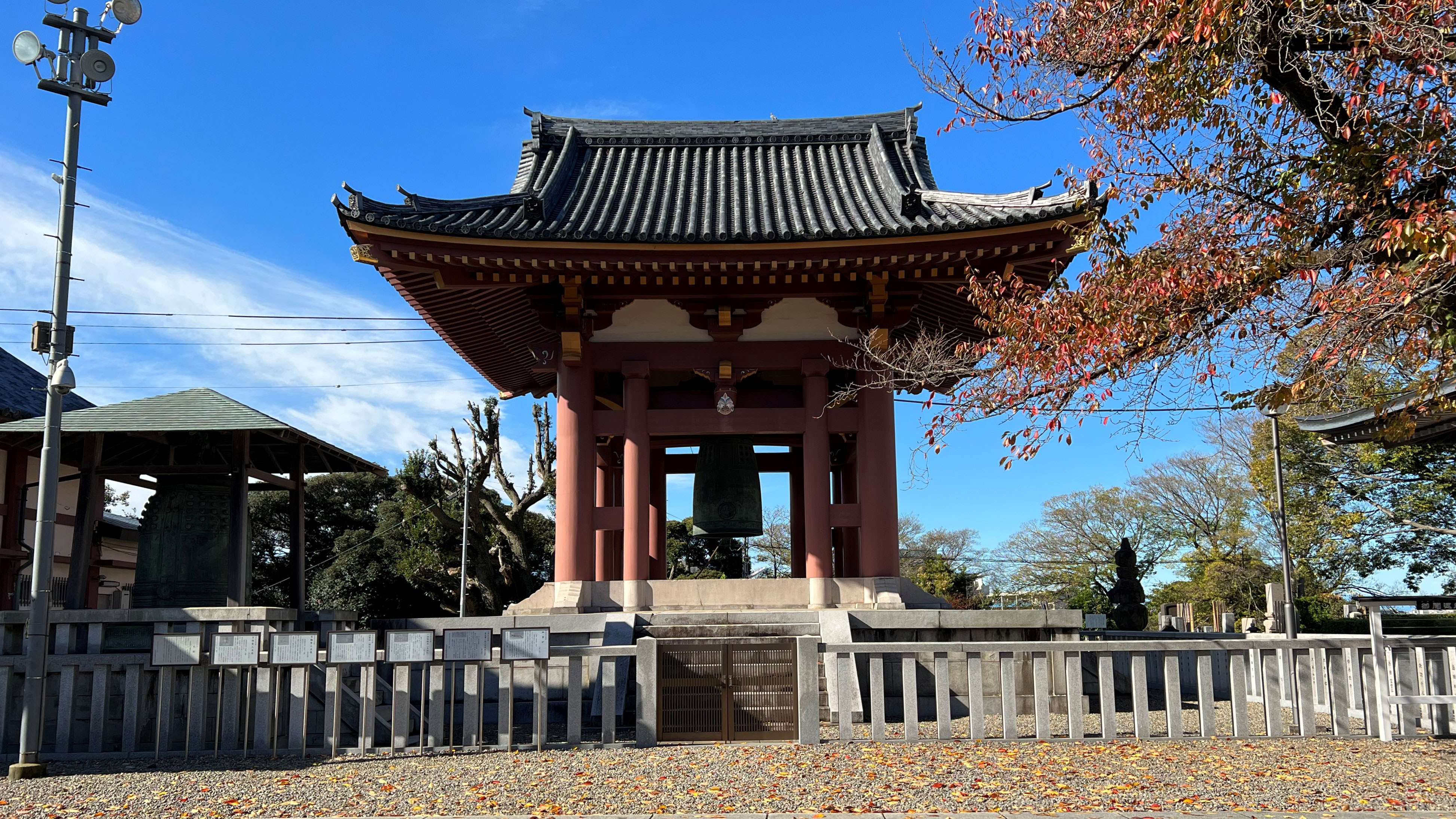
鐘楼
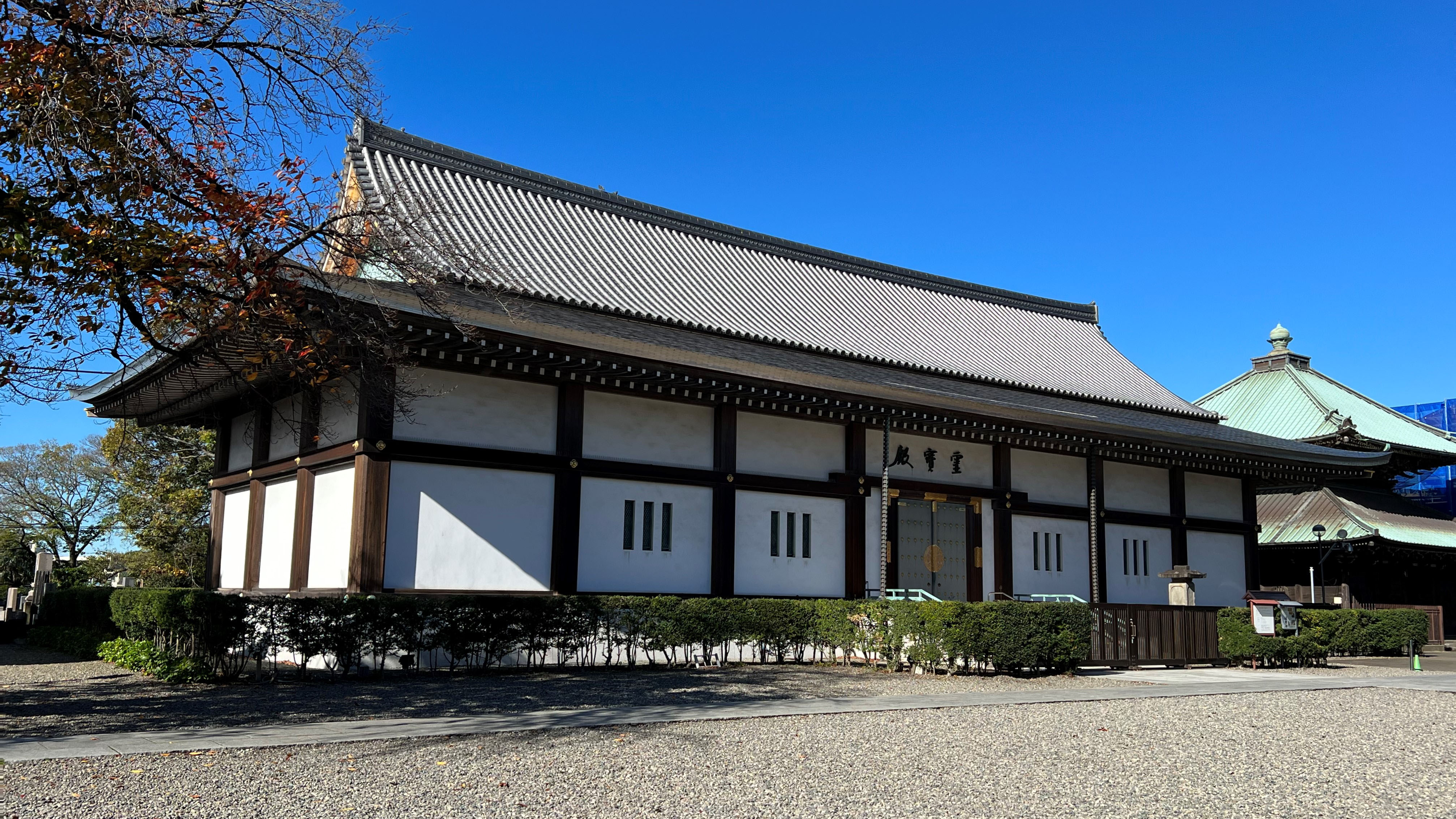
霊宝殿
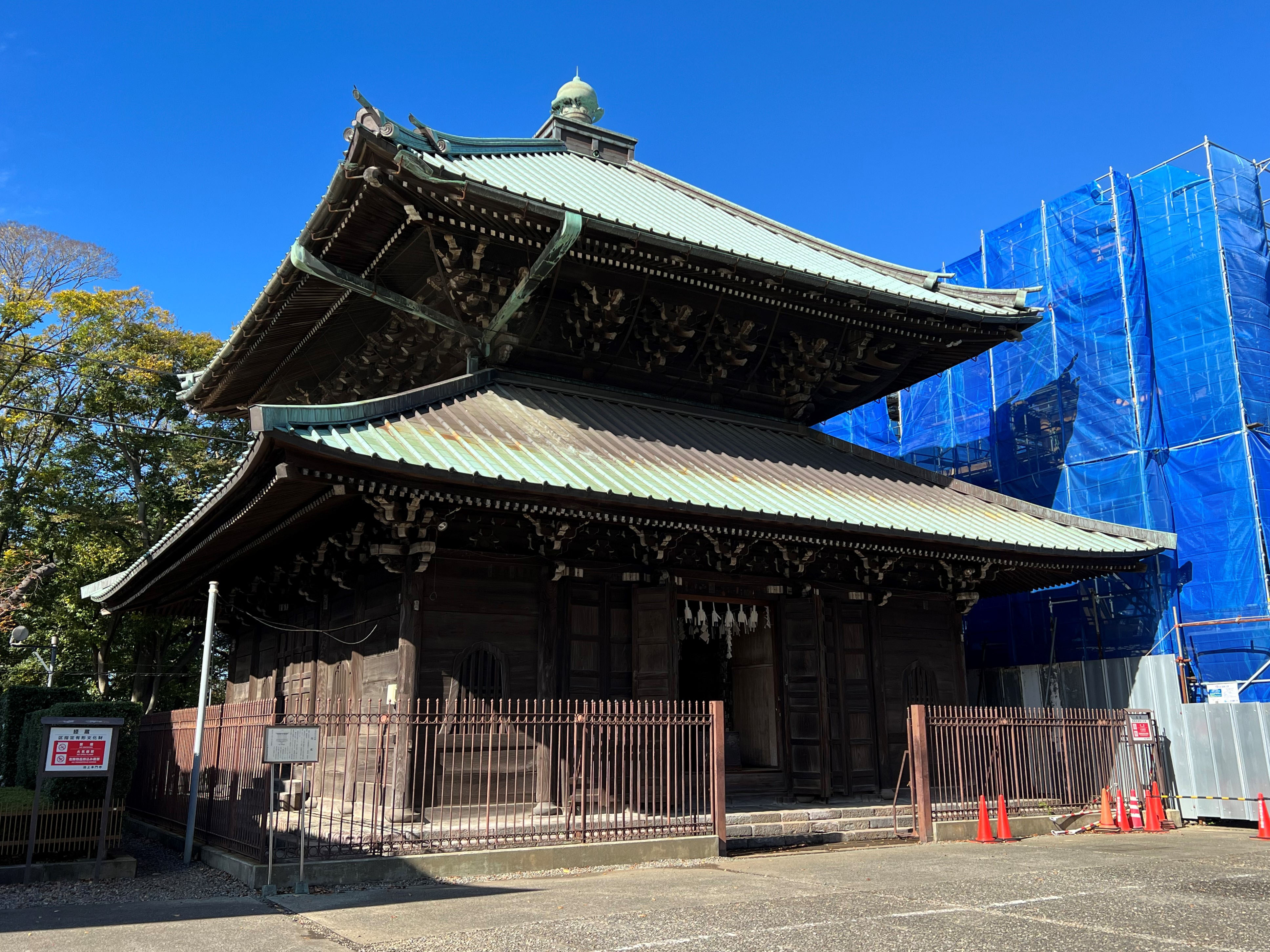
経蔵
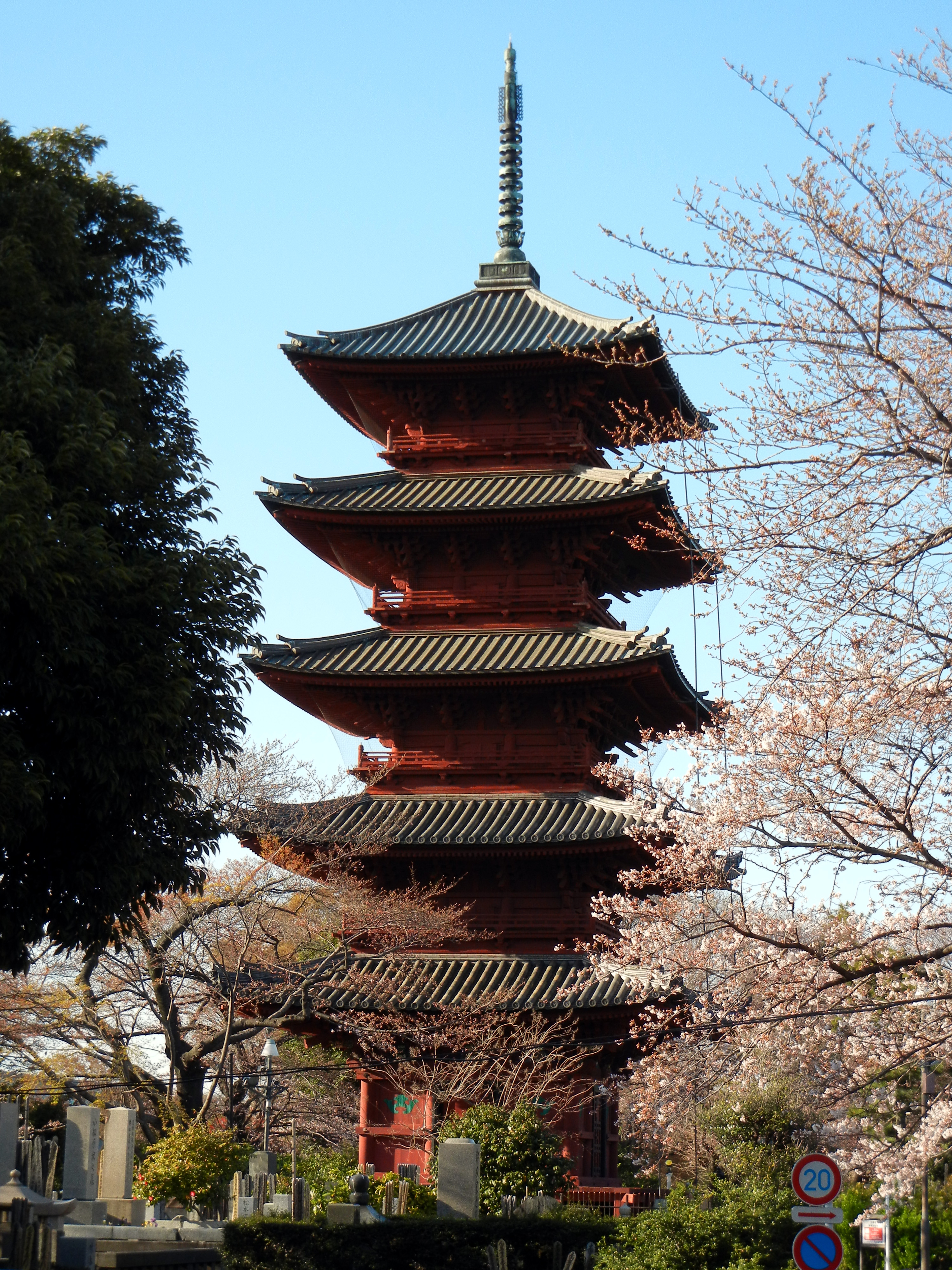
五重塔
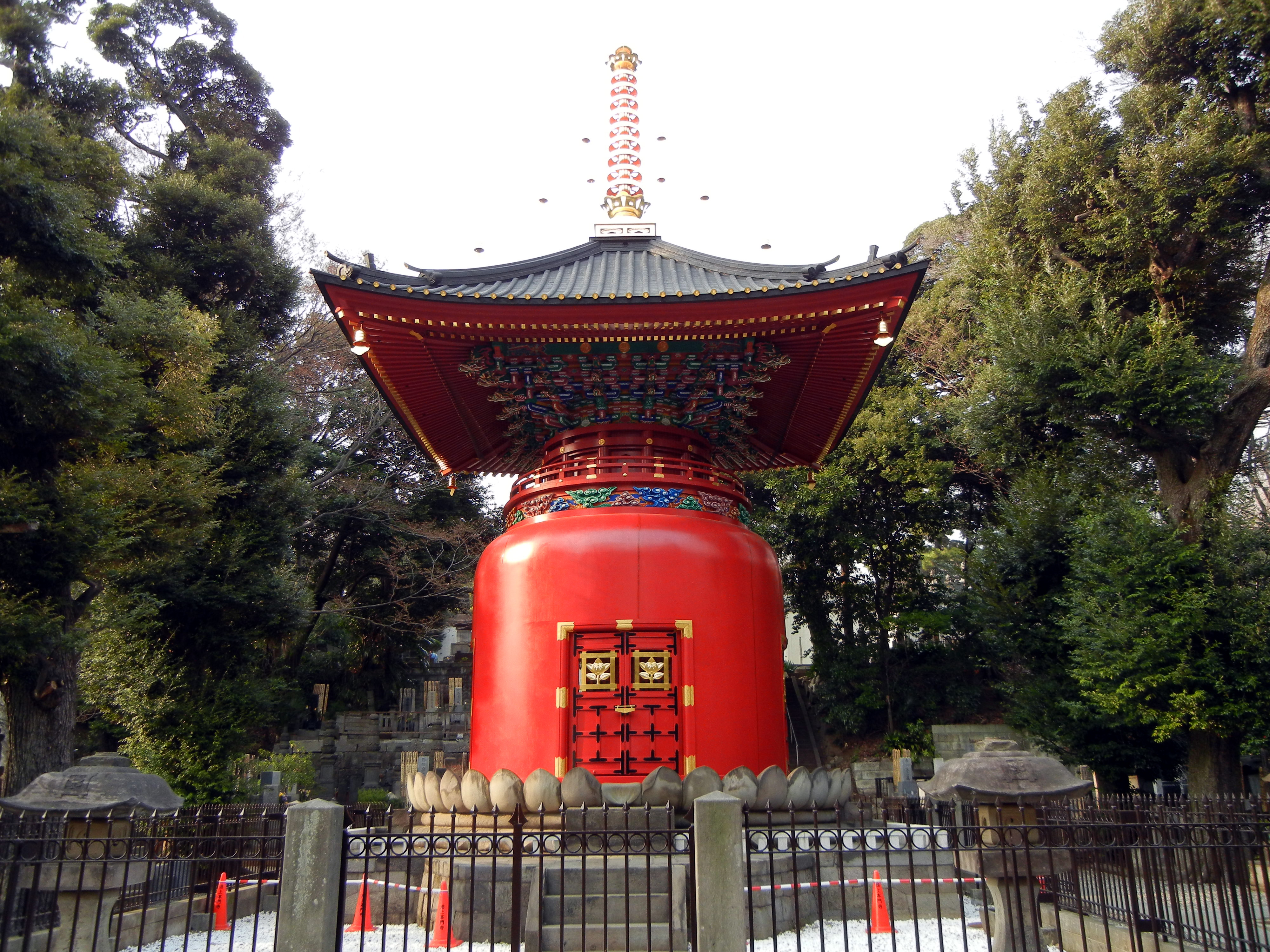
宝塔
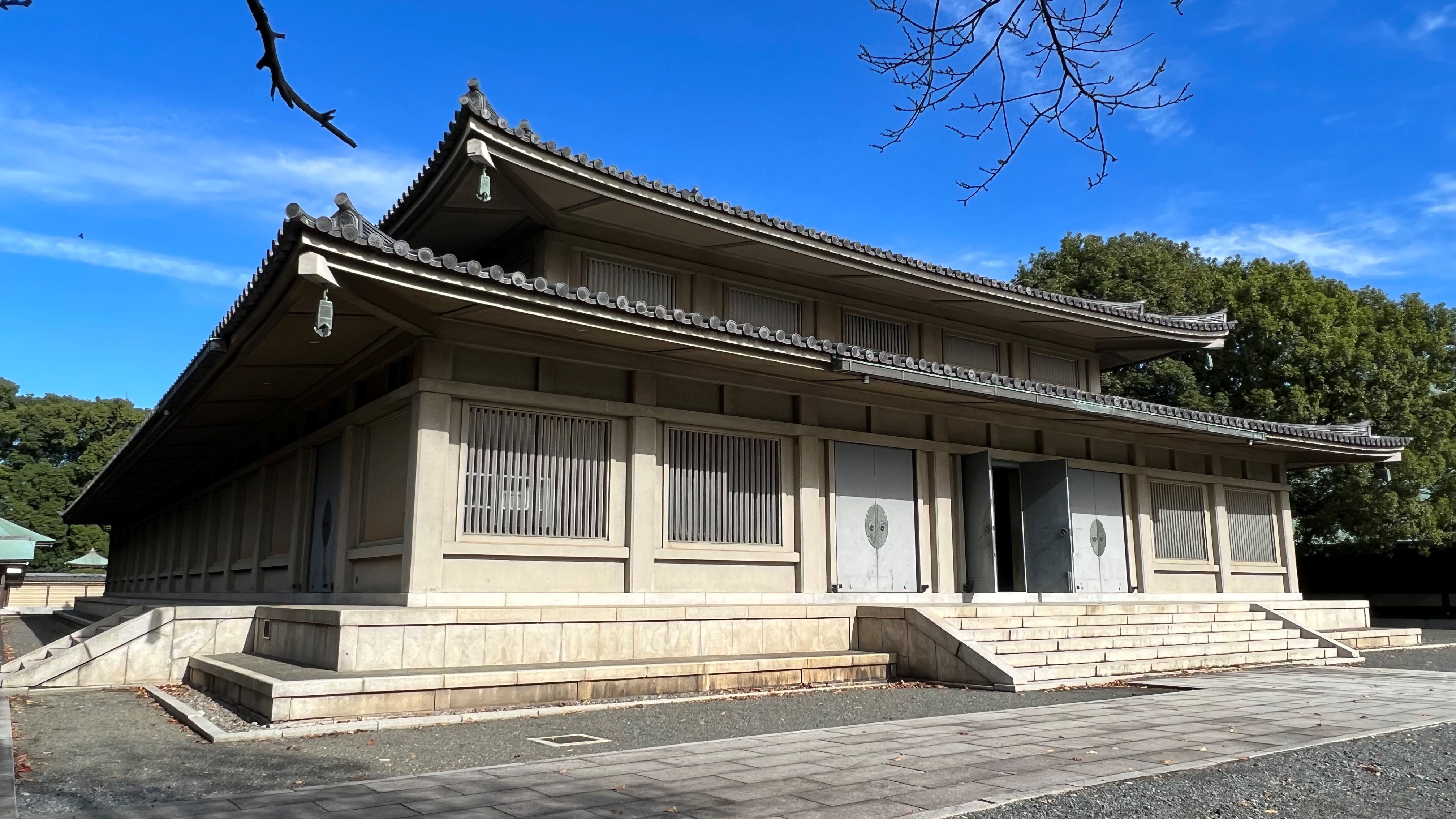
本殿（釈迦殿）
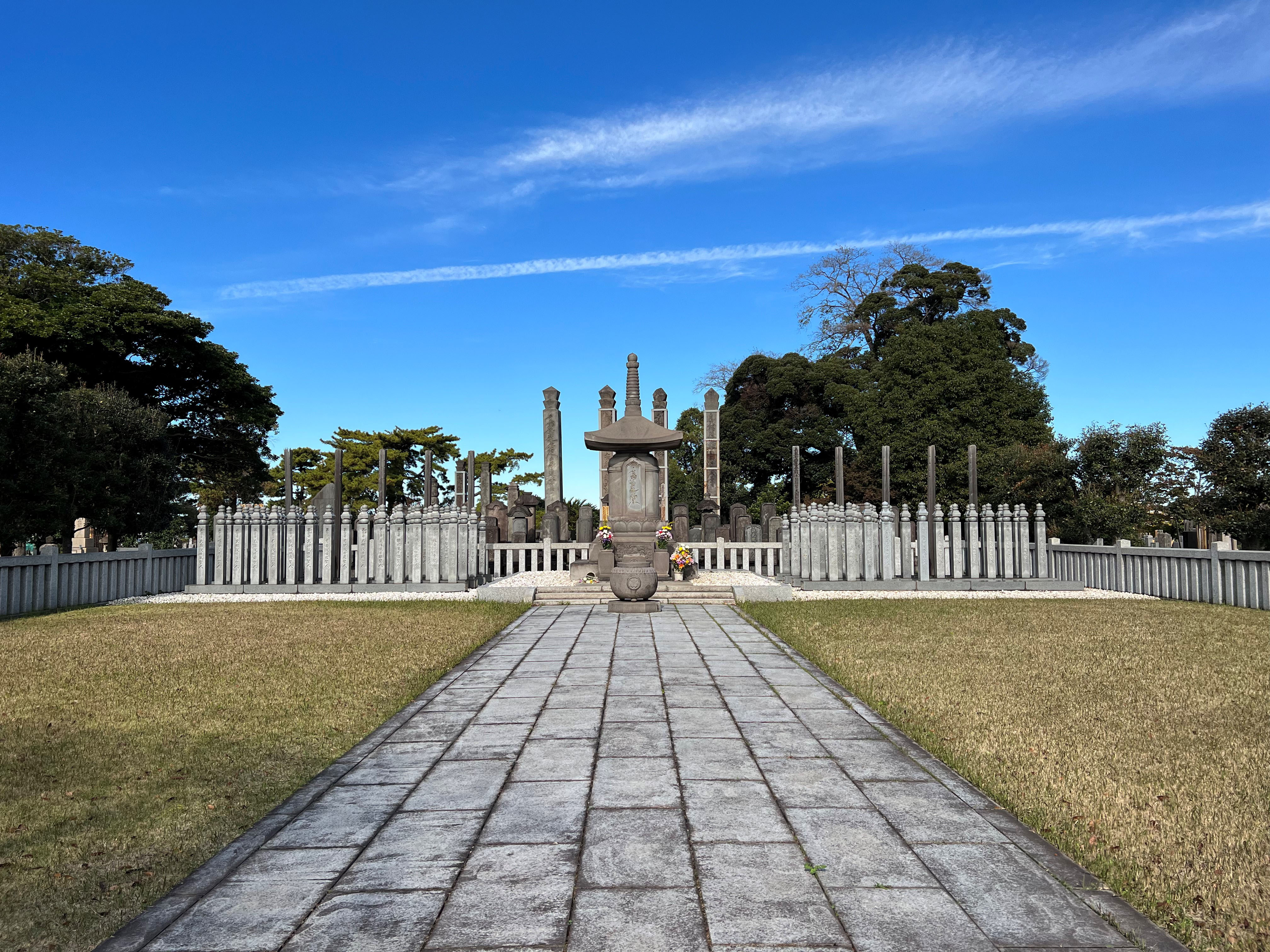
歴代聖人御廟所
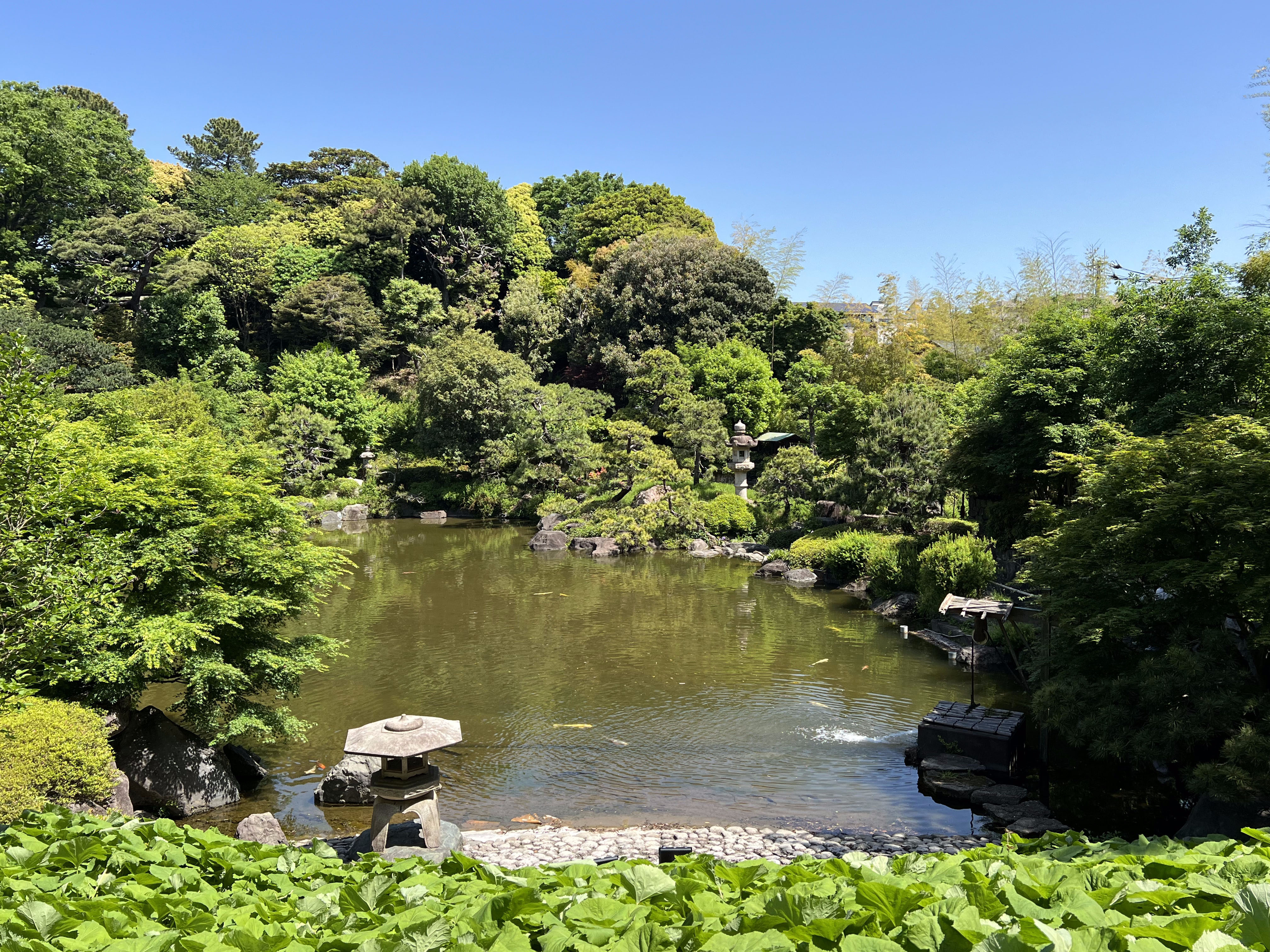
松濤園

## 文化財

### 重要文化財（国指定）
- 本門寺五重塔 - 江戸時代初期（1607年）の建立。三間五重塔婆、一重、二重本瓦葺、三重以上瓦棒銅板葺。明治44年（1911年）04月17日指定。
- 池上本門寺宝塔 - 江戸時代後期（1828年）の建立。宝塔、瓦棒銅板葺。平成22年（2010年）12月24日指定。
- 木造日蓮聖人坐像 - 鎌倉時代（1288年）の作品。膝裏に正応元年六月八日大願主日持日浄の銘がある。昭和3年（1928年）08月17日指定。
- 兄弟抄 日蓮筆 - 鎌倉時代（1276年）の作品。昭和43年（1968年）04月25日指定。

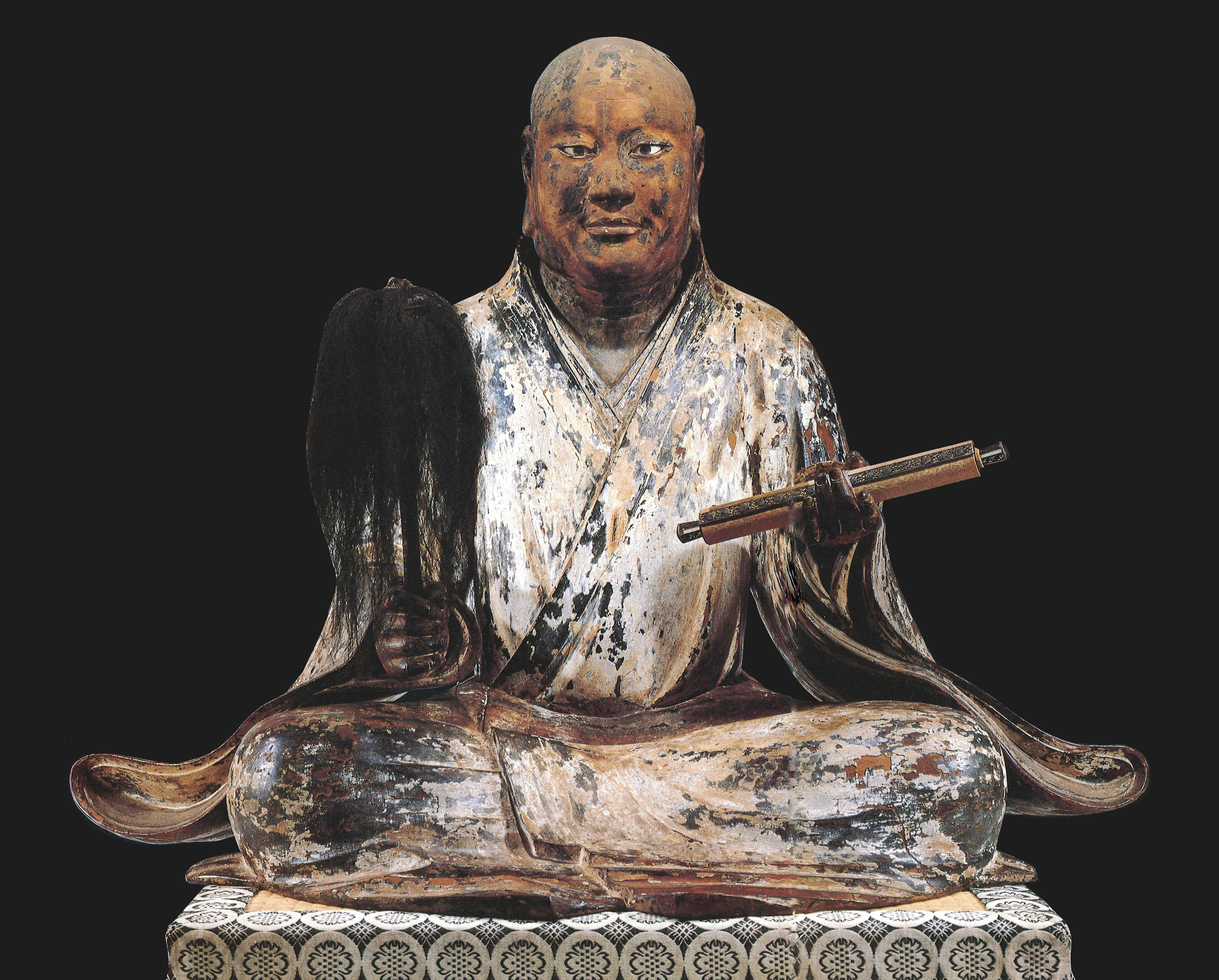
木造日蓮聖人坐像（国の重要文化財）
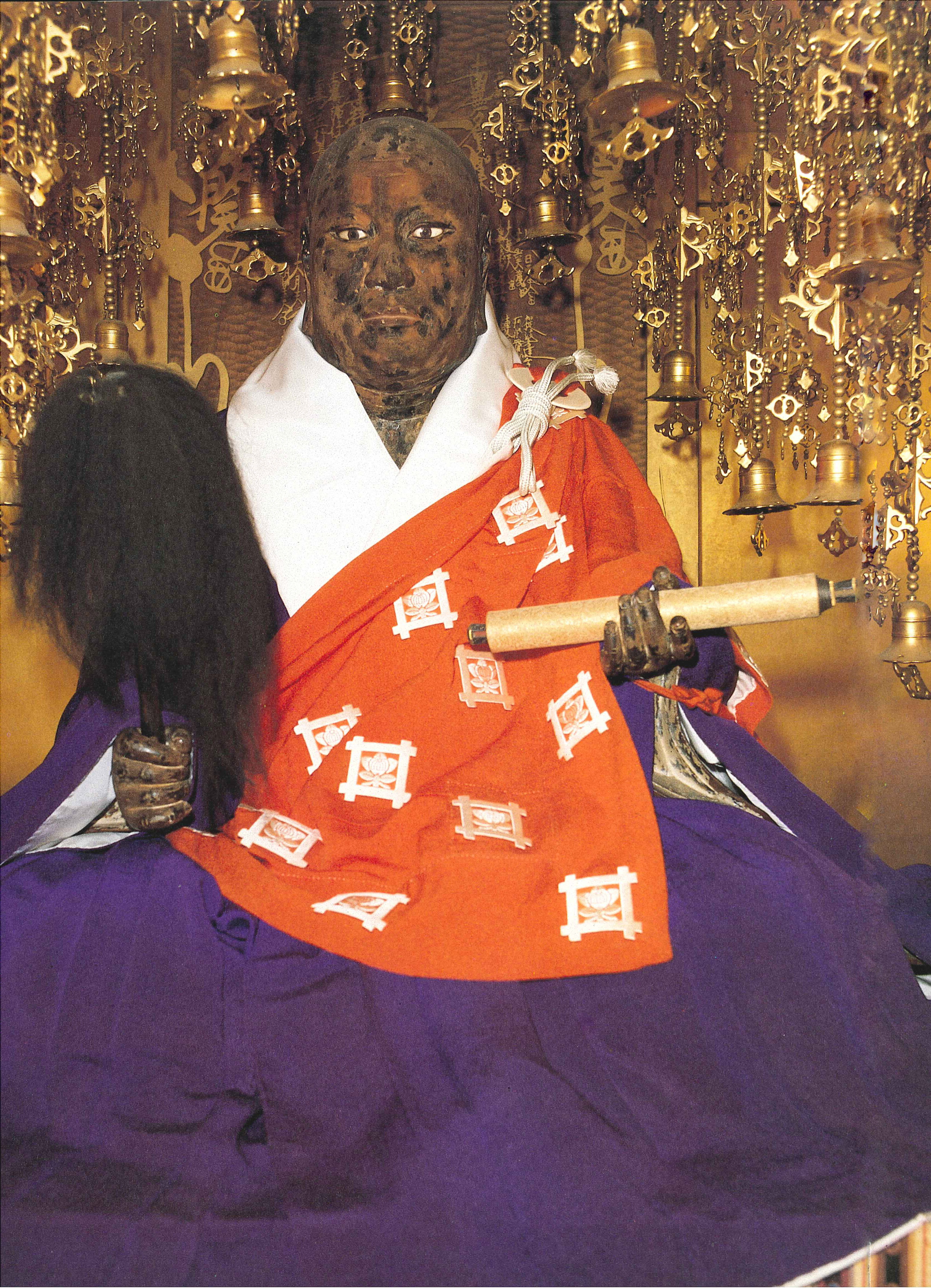
安置状況
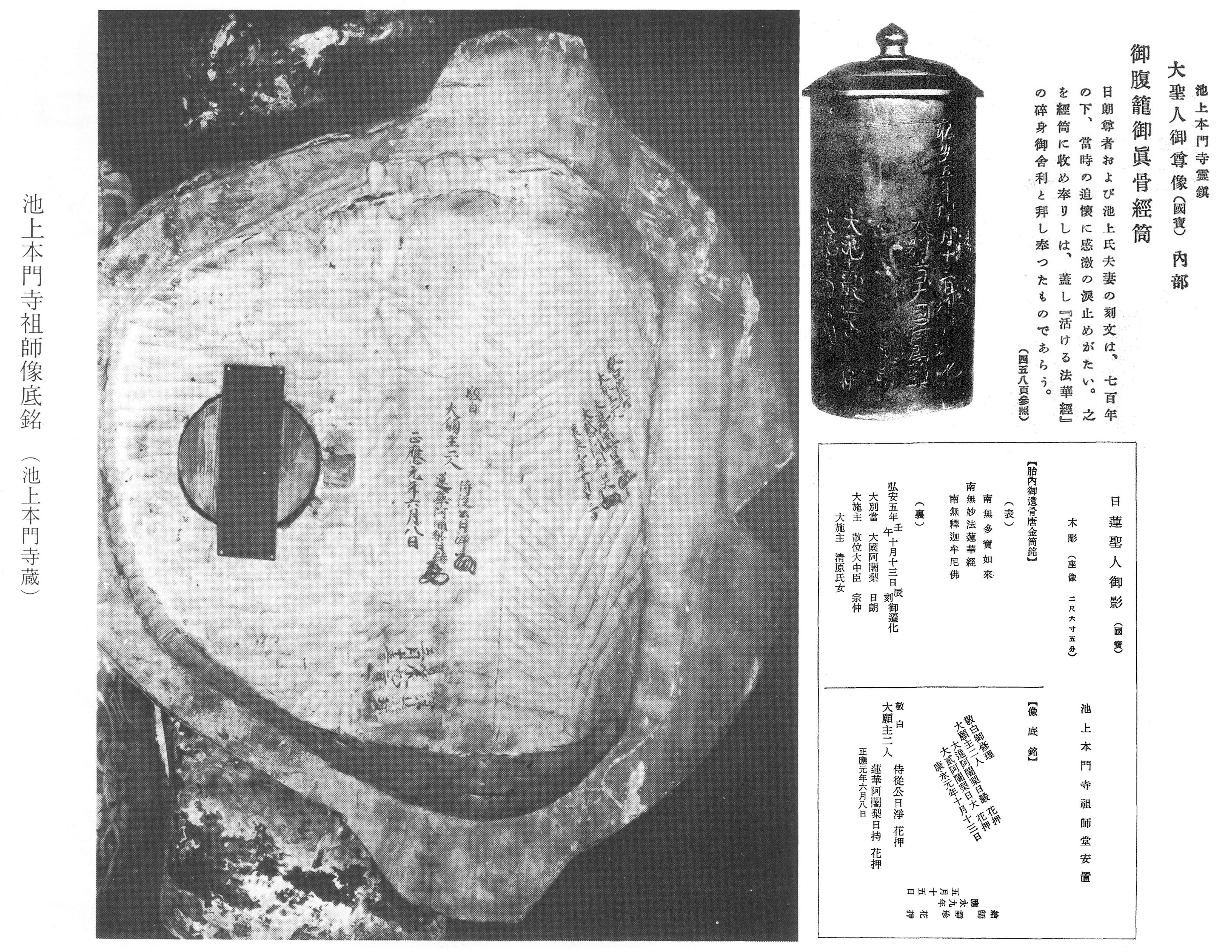
日蓮聖人坐像 像底銘文と像内納入品

### 東京都指定有形文化財
- 日蓮筆消息文
- 日蓮筆大曼荼羅
- 日蓮遺物配分帳
- 身延山守番帳
- 日朗筆大曼荼羅

### 東京都指定旧跡
- 狩野探幽墓
- 南洲海舟評議の処（松濤園）

### 大田区指定有形文化財
- 総門と扁額
- 経蔵
- 石段
- 日朗聖人墓塔
- 前田利家室層塔
- 加藤清正室層塔
- 加藤清正供養塔
- 梵鐘
- 日樹聖人五輪塔
- 日朗聖人坐像
- 日輪聖人坐像
- 天海版一切経
- 木造柄香炉

### 大田区指定史跡
- 紀伊徳川家墓所
  - 「松寿院宝篋印塔」徳川頼宣の娘松姫の供養塔。
  - 「真空院宝篋印塔」徳川頼宣の子、四歳で夭折。
  - 「養珠院宝塔」徳川家康の側室で、徳川頼宣と水戸徳川家の徳川頼房の生母。
  - 「妙操院一重塔」徳川家斉の側室で徳川斉順の生母。
  - 「天真院宝塔」徳川光貞の簾中で伏見宮貞清親王の姫・安宮。
  - 「揺林院宝塔」徳川頼宣の正室で加藤清正の娘。
  - 「寛徳院宝塔」徳川吉宗の簾中で伏見宮貞致親王の姫・真宮。
  - 「霊岳院宝塔」徳川光貞の三女で徳川吉宗の姉にあたる育姫。

### その他の文化財
- 兜木コレクション

妙法蓮華経（法華経）研究の第一人者で立正大学名誉教授、東京都豊島区の雑司谷本納寺33世住職でもあった兜木正亨（かぶとぎ・しょうこう）収集の、1000点以上に及ぶ法華経関連資料。日蓮真筆『御所御返事』や日蓮の伝記絵巻『日蓮聖人註画讃』（安土桃山時代）等を含む。1995年（平成7年）12月に池上本門寺へ寄贈された。

## 考古学
池上本門寺には多数の近世（江戸時代）の墓所が分布し、狩野探幽墓所などは文化財指定を受けている。2002年（平成14年）から2003年（平成15年）には、重要文化財五重塔の解体修理に伴い、塔周辺の墓地整理が行なわれた。
大名墓として、米沢藩上杉家圓光院殿墓所、肥後熊本藩細川家清高院殿及び高正院殿墓所の3墓所、また奥絵師狩野家の4家（仲橋狩野宗家、鍛冶屋町狩野、浜町狩野、木挽町狩野）の1つ、木挽町狩野家2代目狩野養朴常信墓所、3代目狩野如川周信墓所、9代目狩野晴川院養信墓所の3墓所の発掘調査が、立正大学の坂詰秀一教授を団長に、本門寺と大田区教育委員会、立正大学考古学研究室により実施された。
調査により、近世墓の上部構造と下部構造が考古学的に解明された。特に下部の埋葬施設に関しては調査例が僅かであり、重要な調査成果と評価されている。墓所は解体修理された後、若干位置を移動され、現在は補強の上復原整備されている。調査成果は発掘調査報告書として刊行された。発掘調査報告書は、本門寺霊宝殿受付にて購入可能。
紀州徳川家内室の墓所西側に南北方向に走る土手があり、池上氏館居館部分の土塁と考えられている。徳川家墓所に面した土塁東側斜面の一部には、墓所造営に伴うと見られる石垣で覆われている。大田区教育委員会によると、宝塔及び徳川氏墓所、大坊本行寺を含む台地西側の谷一帯は、池上氏館の根小屋（居館部分）であり、土塁は根小屋に付随する遺構と考えられている。

## 御会式

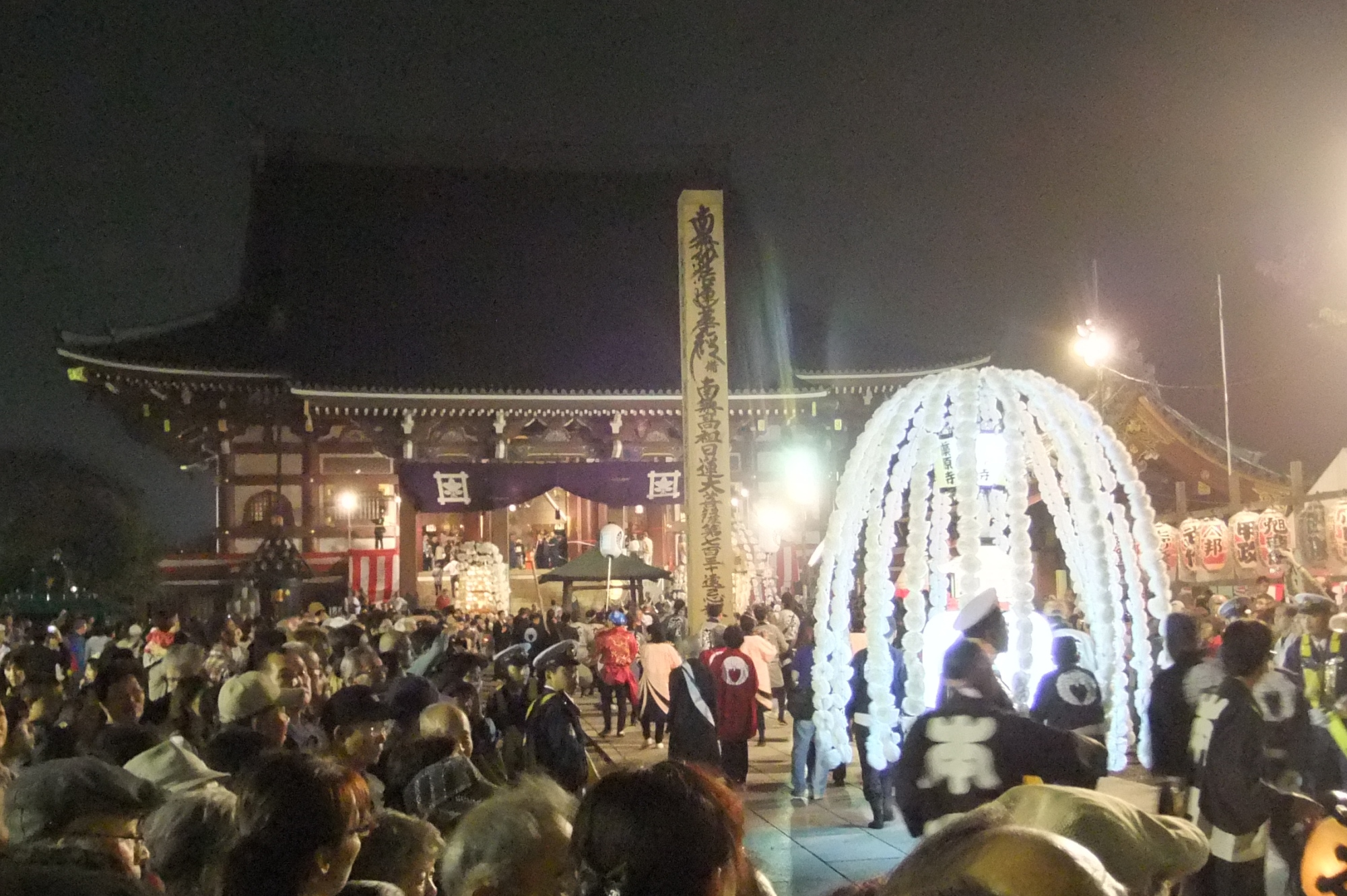
お会式 万灯練供養

- 毎年10月11～13日に御会式が行われ、賑わう。約30万人が参詣に訪れ、多い年は100万人近くに上ることもある。この3日間で池上地区の商店街における年間売上の半分を占めると云われ、本堂から参道およびその周囲から池上駅前の本門寺商店街に至るまで広範囲にわたって多数の屋台が出店される。出店する屋台数は2000年ごろの時点で500店近く出店されていたが、2010年代に入ってからは350～400店数ほどの店舗数で推移しており、出店数は年を重ねる毎に減少している。かつては平均800店前後の出店数を記録しており、1000店以上出店されたこともある。
- 非常に混雑するため、混雑に乗じた喧嘩や掏りや痴漢などのトラブルや犯罪も多く発生する。そのため、この地区を管轄する池上警察署は御会式が行われる3日間（特に「御逮夜」と呼ばれる2日目）は署員をほぼ総動員して交通規制や防犯パトロールにあたる[8]。
- 2日目の夜（「御逮夜」）に行なわれる万燈練供養がメインであり、これを見物するために全国各地から多くの参詣客が訪れ、屋台もそれに合わせて2日目をメインに出店される[注釈 2]が、2019年は御逮夜が行なわれる10月12日に令和元年東日本台風（台風19号）が直撃したため、屋台営業と共に中止となった（屋台営業は翌13日に順延して営業された）。
- 2020年は9月下旬の時点で新型コロナウイルス感染症（COVID-19）流行の終息の兆しがみられないため、万燈練供養および屋台出店の中止が発表され[9][注釈 3]、2年連続の中止（屋台営業は異例の完全中止）となった。
- 2021年は9月1日の時点において新型コロナウイルス感染症の終息がみられないため、再び中止することを発表した[10]。この中止により、 万燈練供養は3年連続で中止（屋台出店は2年連続で中止）となった。
- 2022年は新型コロナウイルス感染症が収束していないものの、万燈練供養は2018年以来の4年ぶり、屋台出店は2019年以来の3年ぶり（10月12日をメインとする出店は2018年以来の4年ぶり）に再開された。ただし、感染対策として規模を縮小したため、万燈練供養は2018年以前のように街中を練り歩く形式は採用されず、境内のみ、屋台出店も2019年以前のように広範囲に及ぶ出店は認められず、同じく境内のみでの出店となった。これにより、参詣客数に対して出店している屋台数の比率が低いため、各屋台には参詣客が長蛇の列で並ぶかたちとなった。
- 2023年は新型コロナウイルス感染症が概ねの収束をみたため、萬燈練供養・屋台営業ともに2018年以来5年ぶり従来の形での開催となった。

ただし、屋台営業は従来よりも早い店仕舞いとなり、23:00ごろまでにはほぼ全ての店が営業を終了していた。

## 塔頭・周辺寺院
最盛期、塔頭は36寺院あった。移転・合併・廃寺などで、現在は本院である本門寺を含め24ヶ寺が「朗師講」と呼ばれ残っている。

### 朗師講
- 長崇山本行寺　旧本山：池上本門寺　法縁：池上大坊顕の字法縁 - 三院家
- 朗慶山照栄院　旧本山：池上本門寺　法縁：池上柳嶋法縁 - 三院家
- 妙祐山理境院　旧本山：池上本門寺　法縁：池上芳師法縁 - 三院家
- 妙玄山実相寺　旧本山：池上本門寺　法縁：池上芳師法類 - 芳師法類 類頭寺
- 長栄山中道院　旧本山：池上本門寺　法縁：池上中道法類 - 中道不二庵法類 類頭寺
- 長栄山南之院　旧本山：池上本門寺　法縁：池上芳師法縁
- 蓮華山東之院　旧本山：池上本門寺　法縁：池上芳師法縁
- 慈性山安立院　旧本山：池上本門寺　法縁：池上芳師法縁
- 大経山心浄院　旧本山：池上本門寺　法縁：池上芳師法縁
- 法寿山本光寺　旧本山：池上本門寺　法縁：池上芳師法縁
- 東照山常仙院　旧本山：池上本門寺　法縁：池上中延法縁
- 朗栄山本妙院　旧本山：池上本門寺　法縁：池上中延法縁
- 慧光山厳定院　旧本山：池上本門寺　法縁：池上大坊顕の字法縁
- 長栄山西之院　旧本山：池上本門寺　法縁：池上大坊顕の字法縁
- 微妙山真性寺　旧本山：池上本門寺　法縁：池上大坊顕の字法縁
- 長荘山養源寺　旧本山：池上本門寺　法縁：池上神楽坂法縁
- 不変山永寿院　旧本山：池上本門寺　法縁：池上神楽坂法縁
- 喜昇山本成院　旧本山：池上本門寺　法縁：池上柳嶋法縁
- 広布山覚源院　旧本山：池上本門寺　法縁：池上柳嶋法縁
- 妙教山法養寺　旧本山：池上本門寺　法縁：小西法縁
- 玄性山妙雲寺　旧本山：小湊誕生寺　法縁：通師雑司谷法縁
- 覚応山長勝寺　旧本山：小湊誕生寺　法縁：潮師法縁
- 法光山善慶寺　旧本山：品川本光寺　法縁：什師法縁

### 移転・合併・廃寺
- 辻之坊 妙玄日理尼建立、日悟開基[11]。1684年ごろから1688年まで（貞享年間）に開創。玄理坊と改称後江戸時代末期までに東之院と合併した[11]。
- 本成坊 喜多院と合併後本成院と改称し現在まで存続。
- 北之坊 喜多院と改称後本成坊と合併した後、本成院と改称した。
- 成就坊 1536年厳定院と合併した。
- 不二庵 1754年中道院と合併した。
- 覚蔵坊 自證坊と改称[12]後安立院と合併したらしい。
- 宝樹坊 日法の庵室[13]。西之院と寛政年間（1624-1644年）以後合併した[13]。
- 妙玄庵 1727年（享保12年）大坊坂（wikidata）付近に日等の隠棲所として開創。別名妙玄坊、要玄坊[注釈 4]。1923年浅草新寺町から池上に移転した実相寺と合併した。
- 蓮光坊 開基妙教日理[15]。妙教庵と改称後、下谷稲荷町から池上に移転した法養寺と合併した。
- 坂本坊 1903年山口県宇部市に移転した。現在は朗栄山本興寺と称する。
- 法雲院 開基日等[16]。延寿坊と合併[16]後廃絶。
- 延寿坊 法雲院と合併[16]後廃絶。
- 樹下庵 1748年開創。現在は廃絶。
- 戒善坊 開創年未詳。現在は廃絶。
- 詮量坊 開創年未詳。現在は廃絶。
- 住行坊 開創年未詳。現在は廃絶。
- 長延坊 開創年未詳。現在は廃絶。
- 明静坊 開創年未詳。現在は廃絶。
- 法性坊 開創年未詳。現在は廃絶。
- 精善坊 開創年未詳。現在は廃絶。
- 妙寿坊 松榮山沙寿寺、開基日玄[17]。開創年未詳。1878年岐阜市に移転するも近年廃寺となる。

## 池上法類（法縁）
池上本門寺を出世寺として法縁所属の本山は五つある。また、池上法類は飯高檀林城下谷（ねごやさく）十一庵から派生した中道不二庵法類と芳師法類から成る。

### 池上五本山
- 長興山妙本寺
- 寂光山龍口寺
- 真間山弘法寺
- 龍水山海長寺
- 長崇山本行寺

### 芳師法類
元は二法縁であったが、現在は合併して“芳師法類（芳師法縁）”という単一法類となっている。
- 妙玄庵法縁（縁頭寺：妙玄庵　現在の大田区妙玄山実相寺）
- 樹下庵法縁（縁頭寺：樹下庵）

### 中道不二庵法類
現在は以下の七法縁があるが、かつては如山法縁（縁頭寺は不明。幕末から明治にかけて主に神楽坂法縁・柳嶋法縁に分割合併）と螢沢法縁（縁頭寺：台東区日照山長明寺。現在は土富店法縁と提携）を含む九法縁であった。
- 中延法縁（縁頭寺：品川区八幡山法蓮寺）
- 堺感應寺法縁（縁頭寺：台東区光照山感應寺）
- 土富店法縁[注釈 5]（縁頭寺：台東区安立山長遠寺）
- 大坊顕之字法縁（縁頭寺：本山大坊本行寺）
- 神楽坂法縁（縁頭寺：新宿区鎮護山善國寺）
- 柳嶋法縁（縁頭寺：墨田区妙見山法性寺）
- 大久保法縁（縁頭寺：新宿区春時山法善寺）

## 旧末寺
日蓮宗では昭和16年（1941年）に本末を解体したため、現在では、旧本山、旧末寺と呼びならわしている。

## 著名人の墓所
日蓮、力道山、幸田露伴、11代目片岡仁左衛門、初代松本白鸚、河上彦斎、大野伴睦、郡司成忠、児玉誉士夫、町井久之、目賀田種太郎、佐伯矩、星亨、永田雅一、重光武雄ほか。

## その他
- 毎年、節分追儺会に縁のある著名人が来場し豆撒きを行っている。力道山の墓所がありジャンボ鶴田がその縁から追儺会に出仕して以降、プロレス関係者が出仕することが吉例となっておりスポーツ新聞の季節ネタとなっている。
- 本行寺釈迦堂 1723年（享保8年）池上本門寺より日蓮の御歯骨が分与され奉安されている。
- 大田区立本門寺公園
  - 池上本門寺の主要伽藍がある台地の東側の谷を利用した公園。遊具を設置した広場とグラウンド、弁天池、台地斜面に設置された遊歩道などからなる。1938年（昭和13年）12月に「東京市本門寺公園」として開園。戦後大田区に移管された。
- 青少年の健やかな育成を助ける「朗子クラブ」の活動で正力松太郎賞を受賞（1986年奨励賞、1992年本賞）。
- 2002年（平成14年）、日蓮が「南無妙法蓮華経」と題目を唱え、法華経を世の人々に弘めていこうと決意を表明した1253年から750年を数えたのを契機に、「もの、みな、すべてイキイキさせよう」を合言葉とするイキイキ推進委員会発足。委員長は当時池上本門寺執事長の早水日秀師。
- 2004年から「大人のミニフェス」『Slow Music Slow LIVE』を野外特設ステージで開催。2004年のみ2日間、以後は3日間の日程で、2015年には『Slow LIVE』に改称。4歳以上有料（3歳以下は1名まで保護者膝上無料）とし、ベビーカー席（大人の隣にベビーカーが並ぶことの出来る値引き席）、車椅子席、らくらくシート（通常席より大きな肘掛け付きイス、2席につき1脚テーブル設置）、ジーンズシート（チケット1名分で2名分の座席）といった多彩な券種が特徴。Slowをテーマとしたフードコーナーも設置される。但し2024年は中止。コロナ禍では屋内ホールで開催され、22年は金沢で開催。
- 2006年、境内の特設テントでシティボーイズ初のテント公演『シティボーイズミックスPRESENTS マンドラゴラの降る』開催。上演前にイキイキ推進委員会長が登壇し講話を行った。
- 松濤園は非公開だが、毎年、期間限定で一般公開されている[18]。

## 交通アクセス
- 東急池上線 池上駅から徒歩10分。
お会式の万灯練り供養が行われる10月12日は夕方から増発運行される。
- 都営地下鉄浅草線 西馬込駅南口から徒歩15分。
- JR京浜東北線大森駅または蒲田駅より東急バス 本門寺前バス停から徒歩10分。
- JR東海道線川崎駅または山手線五反田駅より東急バス 本門寺裏バス停から徒歩10分。